# جيمس إس. سنايدر
جيمس إس. سنايدر (بالإنجليزية: James S. Snyder)‏ هو مؤرخ أمريكي، ولد في 1952 في بيتسبرغ في الولايات المتحدة.